# Маркович, Добривойе
Добривое Маркович (серб. Добривоје Марковић / Dobrivoje Marković; род. 22 апреля 1986, Теслич) — сербский гандболист, левый крайний македонского клуба «Вардар» и сборной Сербии.

## Карьера

### Клубная
Воспитанник школы «Синтелона», там начинал свою карьеру до перехода в «Югович». Выступал до 2011 года за «Сьюдад Энкантрада», после чего перешёл в скопьевский «Вардар». В 2012 году перед Олимпиадой снова очутился в «Сьюдад Энкантрада», однако затем снова вернулся в Македонию.

### В сборной
Привлекался в юношескую сборную Сербии и Черногории, в составе которой выигрывал чемпионат Европы 2004 и чемпионат мира 2005 годов. В 60 сыгранных играх забил 139 голов (по состоянию на декабрь 2010). Участник чемпионата Европы 2010 года, чемпионата мира 2011 года летних Олимпийских игр 2012 года, серебряный призёр чемпионата Европы 2012 года.